# 勞倫斯鎮區 (阿肯色州勞倫斯縣)
勞倫斯鎮區（英語：Lawrence Township）是位於美國阿肯色州勞倫斯縣的一個行政鎮區。

## 地方資料
勞倫斯鎮區的面積為72.08平方千米，當中陸地面積為70.36平方千米，而水域面積為1.72平方千米。根據2010年美國人口普查的數據，當地共有人口260人，而人口密度為每平方千米3.61人。